# オーギュストロダン (競走馬)
オーギュストロダン（Auguste Rodin、2020年1月26日 - ）は、アイルランドの競走馬、種牡馬である。
ディープインパクトのラストクロップ（最終世代）である。母ロードデンドロンがディープインパクトと交配するため日本のノーザンファームにて預託され、受胎した後に帰国し、アイルランドのクールモアスタッドで生産された。
主な勝ち鞍は2022年のフューチュリティトロフィー、2023年のダービーステークス、アイリッシュダービー、アイリッシュチャンピオンステークス、ブリーダーズカップターフ、2024年のプリンスオブウェールズステークス。

## 戦績

### 2歳（2022年）
2022年6月1日カラ競馬場の未勝利戦でライアン・ムーアを背にデビューして2着。7月2日ネース競馬場の未勝利戦でシェーミー・ヘファナンを背に初勝利を挙げる。
再びライアン・ムーアを背にチャンピオンズジュベナイルステークス(G2)に出走。後続に1馬身1/2差を付けて快勝した。
続いてフューチュリティトロフィー(G1)に出走、1番人気に支持された。後続に3馬身1/2差をつけて快勝し、G1初制覇を果たした。

### 3歳（2023年）
5月6日2000ギニーステークス(G1)では1番人気に支持されるもシャルディーンの12着と惨敗した。
６月3日ダービーステークス(G1)ではミリタリーオーダーに並ぶ2番人気タイの支持を受けた。レースでは中団後方から追走、直線で末脚を繰り出して先に抜け出したキングオブスティールを差し切り勝利した。
7月2日アイリッシュダービー(G1)では単勝1.3倍という断然の1番人気で出走。道中は3番手を追走。最後は僚馬であるアデレードリバーを競り落とし英愛ダービー制覇を果たした。鞍上のムーアは自身初となるアイリッシュダービー制覇となった。
7月29日のキングジョージ6世&クイーンエリザベスステークス(G1)では1番人気で出走するもフクムの10着（最下位）と大敗した。
9月9日にアイリッシュチャンピオンステークス(G1)に1番人気で出走し、前年優勝馬ルクセンブルグに半馬身差を付けて勝利した。
11月4日にブリーダーズカップ・ターフ(G1)に出走、アップトゥザマークに勝利した。なお、エイダン・オブライエン調教師はインタビューにて「BCターフがオーギュストロダンのラストランになるか」という問いに対し「たぶんそうなると思う」と答えている。しかし、クールモアスタッドのマイケル・ヴィンセント・マグナーは現役続行の可能性を示唆しており、その後陣営は2024年シーズンも現役を続行すると表明した。
カルティエ賞の年度代表馬・最優秀3歳牡馬の候補となるが、最終的にはエースインパクトが選ばれ受賞を逃した。

### 4歳（2024年）
1月23日、ドバイシーマクラシックで始動する可能性があることが、本馬を管理するエイダン・オブライエン調教師から海外メディアに明かされた。また、その後はタタソールズゴールドカップやプリンスオブウェールズステークスも視野に入れていることも明かされた。また、「ダートを試すかもしれない」とも話しており、秋は前年挑戦しなかったブリーダーズカップ・クラシックへの挑戦も選択肢に入ってる模様である。
迎えた3月30日のドバイシーマクラシック(G1)はJRAオッズで2番人気となるも、レベルスロマンスの12着（最下位）に敗れた。続いて5月26日のタタソールズゴールドカップ(G1)に1番人気で出走するもホワイトバーチの2着に敗れた。
6月19日のプリンスオブウェールズステークス(G1)では1番人気で出走。ザラケムを3/4馬身差で下して勝利を挙げた。
その後は7月27日のキングジョージ6世&クイーンエリザベスステークス(G1)に1番人気で出走するもゴリアットの5着に敗れた。
秋は9月14日のアイリッシュチャンピオンステークスより始動、レース前には秋シーズンの目標を11月24日のジャパンカップとする意向をエイダン・オブライエン調教師が明らかにしている。アイリッシュチャンピオンステークスでは道中中団のやや後ろでレースを進め、直線で外からしぶとく脚を伸ばすも最後はエコノミクスとの追い比べの末、クビ差の2着に敗れた。
出走を予定していた凱旋門賞は出走登録だけでとどめて、回避することになり、9月27日、第44回ジャパンカップを最後に現役を引退し2025年よりクールモアスタッドで種牡馬入りすることが発表された。
ジャパンカップでは道中中団で脚を溜めたが直線で伸びあぐねて8着に終わり、引退レースを勝利で飾ることはできなかった。レース後、東京競馬場のウィナーズサークルにて『引退お披露目式』と称する事実上の引退式が行われた。これは外国調教馬として日本国内の競馬場で実施された史上初めての引退式であり、その実績と日本にゆかりが深いディープインパクト産駒であることから執り行われたものである。JRAのレースを一度も勝利していない馬の引退式の実施も、史上初めてとなった。

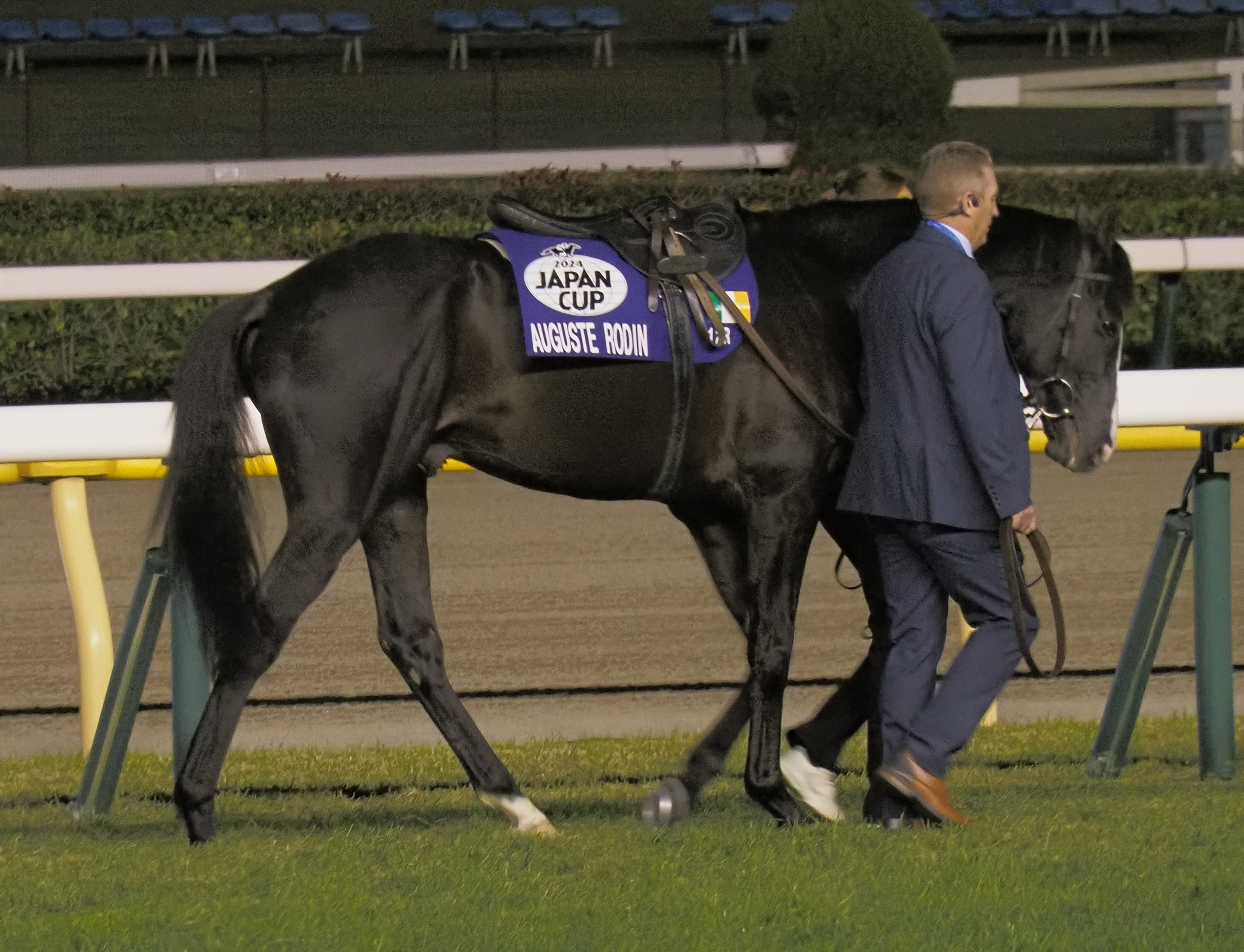
セレモニーでのオーギュストロダン
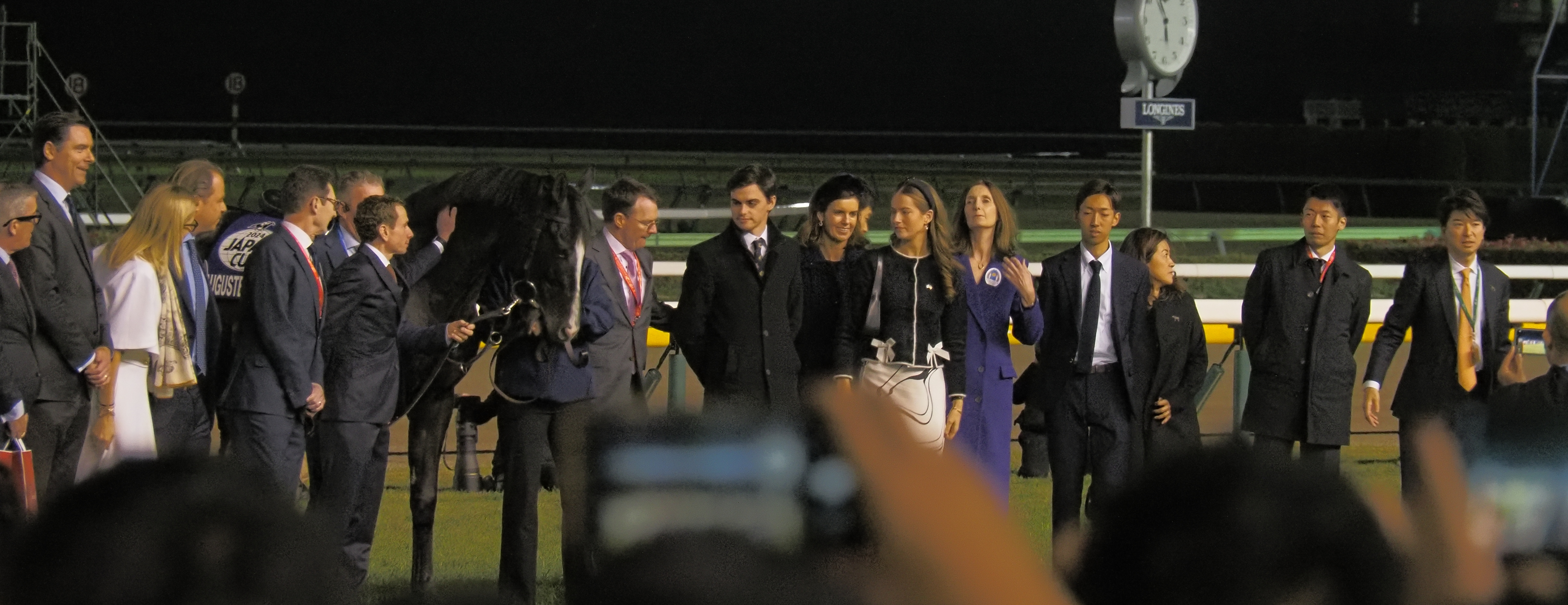
記念撮影

## 種牡馬時代
引退後の2025年よりアイルランドのクールモアスタッドで種牡馬入りした。
同年4月3日にクールモアスタッドとニュージーランドのウィンザーパークスタッドを往復する形で供用されることが、ニュージーランドにおける繋養先となるウィンザーパークスタッドによって明らかにされた。

## 競走成績
以下の内容は、Sky sportsおよびRacing Postの情報に基づく。
| 競走日     | 競馬場             | 競走名                  | 格 | 馬場・距離 （馬場状態） | 頭数 | ゲート 番 | 馬番 | オッズ （人気） | 着順 | タイム  | 着差            | 騎手          | 斤量 [lbs] | 1着馬（2着馬）    |
| ---------- | ------------------ | ----------------------- | -- | ----------------------- | ---- | --------- | ---- | --------------- | ---- | ------- | --------------- | ------------- | ---------- | ----------------- |
| 2022.06.01 | カラ               | 未勝利戦                |    | 芝7F (Gd)               | 9    | 2         | 2    | 1.67（1人）     | 2着  |         | （2馬身+1⁄4）   | R. ムーア     | 131        | Crypto Force      |
| 0000.07.02 | ネース             | 未勝利戦                |    | 芝7F (Y)                | 13   | 6         | 2    | 1.3（1人）      | 1着  | 1:31.53 | 2馬身           | S. ヘファナン | 133        | (Shadowed)        |
| 0000.09.10 | レパーズタウン     | チャンピオンズJS        | G2 | 芝8F (St)               | 5    | 5         | 2    | 2.1（1人）      | 1着  | 1:45.25 | 1馬身+1⁄2       | R. ムーア     | 131        | (Caroline Street) |
| 0000.10.22 | ドンカスター       | フューチュリティT       | G1 | 芝8F (Hy)               | 8    | 6         | 1    | 3.25（1人）     | 1着  | 1:44.76 | 3馬身+1⁄2       | R. ムーア     | 129        | (Epictetus)       |
| 2023.05.07 | ニューマーケット   | 英2000ギニー            | G1 | 芝8F (St)               | 14   | 12        | 1    | 2.63（1人）     | 12着 |         | （22馬身）      | R. ムーア     | 128        | Chaldean          |
| 0000.06.03 | エプソム           | 英ダービー              | G1 | 芝12F6y (GF)            | 14   | 10        | 4    | 5.5（2人）      | 1着  | 2:33.88 | 1⁄2馬身         | R. ムーア     | 128        | (King Of Steel)   |
| 0000.07.02 | カラ               | 愛ダービー              | G1 | 芝12F (Gd)              | 9    | 1         | 2    | 1.3（1人）      | 1着  | 2:33.24 | 1馬身+1⁄2       | R. ムーア     | 128        | (Adelaide River)  |
| 0000.07.29 | アスコット         | KGVI & QES              | G1 | 芝12F (GS)              | 10   | 11        | 10   | 3.25（1人）     | 10着 |         | （126馬身+3⁄4） | R. ムーア     | 124        | Hukum             |
| 0000.09.09 | レパーズタウン     | 愛チャンピオンS         | G1 | 芝10F (Gd)              | 8    | 2         | 7    | 3.75（1人）     | 1着  | 2:02.68 | 1⁄2馬身         | R. ムーア     | 129        | (Luxembourg)      |
| 0000.11.04 | サンタアニタパーク | BCターフ                | G1 | 芝12F (Fm)              | 11   | 4         | 5    | 3.5（1人）      | 1着  | 2:24.30 | 3⁄4馬身         | R. ムーア     | 122        | (Up to the Mark)  |
| 2024.03.30 | メイダン           | ドバイSC                | G1 | 芝2410m(Gd)             | 12   | 7         | 9    | 3.5（2人）      | 12着 |         | （21馬身3⁄4）   | R. ムーア     | 125        | Rebel's Romance   |
| 0000.05.26 | カラ               | タタソールズGC          | G1 | 芝10F110y (GY)          | 8    | 7         | 1    | 2.1（1人）      | 2着  |         | （3馬身）       | R. ムーア     | 131        | White Birch       |
| 0000.06.19 | アスコット         | プリンスオブウェールズS | G1 | 芝10F (GF)              | 10   | 3         | 2    | 2.63（1人）     | 1着  | 2:03.12 | 3⁄4馬身         | R. ムーア     | 128        | (Zarakem)         |
| 0000.07.27 | アスコット         | KGVI & QES              | G1 | 芝12F (GF)              | 9    | 2         | 1    | 2.7（1人）      | 5着  |         | （11馬身1⁄2）   | R. ムーア     | 135        | Goliath           |
| 0000.09.14 | レパーズタウン     | 愛チャンピオンS         | G1 | 芝10F (Gd)              | 8    | 4         | 1    | 2.7（1人）      | 2着  |         | （クビ差）      | R. ムーア     | 135        | Economics         |
| 0000.11.24 | 東京               | ジャパンC               | G1 | 芝2400m (良)            | 14   | 5         | 8    | 9.8（4人）      | 8着  | 2:26.2  | （0.7秒差）     | R. ムーア     | 128        | ドウデュース      |

## 血統表
| オーギュストロダンの血統        | オーギュストロダンの血統                               | オーギュストロダンの血統 | （血統表の出典）      | （血統表の出典） |
| 父系                            | ヘイロー系                                             | ヘイロー系               | ヘイロー系            | [ § 2 ]          |
| 父 ディープインパクト 鹿毛 2002 | 父の父*サンデーサイレンス Sunday Silence 青鹿毛 1986   | Halo                     | Hail to Reason        | Hail to Reason   |
| 父 ディープインパクト 鹿毛 2002 | 父の父*サンデーサイレンス Sunday Silence 青鹿毛 1986   | Halo                     | Cosmah                |                  |
| 父 ディープインパクト 鹿毛 2002 | 父の父*サンデーサイレンス Sunday Silence 青鹿毛 1986   | Wishing Well             | Understanding         | Understanding    |
| 父 ディープインパクト 鹿毛 2002 | 父の父*サンデーサイレンス Sunday Silence 青鹿毛 1986   | Wishing Well             | Mountain Flower       |                  |
| 父 ディープインパクト 鹿毛 2002 | 父の母*ウインドインハーヘア Wind in Her Hair 鹿毛 1991 | Alzao                    | Lyphard               | Lyphard          |
| 父 ディープインパクト 鹿毛 2002 | 父の母*ウインドインハーヘア Wind in Her Hair 鹿毛 1991 | Alzao                    | Lady Rebecca          |                  |
| 父 ディープインパクト 鹿毛 2002 | 父の母*ウインドインハーヘア Wind in Her Hair 鹿毛 1991 | Burghclere               | Busted                | Busted           |
| 父 ディープインパクト 鹿毛 2002 | 父の母*ウインドインハーヘア Wind in Her Hair 鹿毛 1991 | Burghclere               | Highclere             |                  |
| 母 *ロードデンドロン 鹿毛 2014  | 母の父Galileo 鹿毛 1998                                | Sadler's Wells           | Northern Dancer       | Northern Dancer  |
| 母 *ロードデンドロン 鹿毛 2014  | 母の父Galileo 鹿毛 1998                                | Sadler's Wells           | Fairy Bridge          |                  |
| 母 *ロードデンドロン 鹿毛 2014  | 母の父Galileo 鹿毛 1998                                | Urban Sea                | Miswaki               | Miswaki          |
| 母 *ロードデンドロン 鹿毛 2014  | 母の父Galileo 鹿毛 1998                                | Urban Sea                | Allegretta            |                  |
| 母 *ロードデンドロン 鹿毛 2014  | 母の母Halfway To Heaven 黒鹿毛 2005                    | Pivotal                  | Polar Falcon          | Polar Falcon     |
| 母 *ロードデンドロン 鹿毛 2014  | 母の母Halfway To Heaven 黒鹿毛 2005                    | Pivotal                  | Fearless Revival      |                  |
| 母 *ロードデンドロン 鹿毛 2014  | 母の母Halfway To Heaven 黒鹿毛 2005                    | Cassandra Go             | Indian Ridge          | Indian Ridge     |
| 母 *ロードデンドロン 鹿毛 2014  | 母の母Halfway To Heaven 黒鹿毛 2005                    | Cassandra Go             | Rahaam                |                  |
| 母系(F-No.)                     | 3号族(FN:3-d)                                          | 3号族(FN:3-d)            | 3号族(FN:3-d)         | [ § 3 ]          |
| 5代内の近親交配                 | Northern Dancer M4×S5                                  | Northern Dancer M4×S5    | Northern Dancer M4×S5 | [ § 4 ]          |
| 出典                            | 1. 2. 3. 4.                                            | 1. 2. 3. 4.              | 1. 2. 3. 4.           | 1. 2. 3. 4.      |

- 母ロードデンドロンは2016年フィリーズマイルなどGI3勝、その全妹Magicalは2019年チャンピオンステークスなどGI7勝。
- 祖母Halfway to Heavenは2008年アイリッシュ1000ギニーなどGI3勝。
- 母の従兄弟に2015年ロデオドライブステークス・2016年ファーストレディステークス勝ち馬のフォトコール、2022年BCジュヴェナイルターフ勝ち馬のVictoria Roadがいる。
- 5代母Fager's Gloryを祖とする牝系からは、ほかに2014年優駿牝馬勝ち馬のヌーヴォレコルト、2018年メルボルンカップ勝ち馬のCross Counter、2021年JBCクラシック勝ち馬のミューチャリーが出ている。
- そのほかの近親はネイティヴストリート#ファーガーズグローリー系を参照。